# 詩と詩論
『詩と詩論』（しとしろん）は、日本の文芸雑誌。1928年（昭和3年）9月に春山行夫、北川冬彦、安西冬衛、飯島正、神原泰、近藤東、竹中郁、三好達治、上田敏雄、外山卯三郎、滝口武士の11名の前衛的詩人が創刊した季刊発行の詩雑誌である。出版は厚生閣書店が引き受けた。
創刊同人以外にも、淀野隆三などが同人参加し、西脇順三郎、吉田一穂、横光利一、北園克衛、渡辺修三、梶井基次郎、丸山薫、堀辰雄、滝口修造、坂本越郎、菱山修三、村野四郎、笹沢美明なども作品や文芸評論を発表した。

## 経過と影響
『詩と詩論』は、感傷を排して知的に詩を構成しようとする新しい詩人、詩論家と見られていた春山行夫を中心に、1920年代の既成詩壇にあきたらない、超現実主義などの欧米の新しい前衛文芸思潮の影響を受けた若い詩人たち（岡本潤らの『赤と黒』、北川冬彦らの『亜』、『謝肉祭』『薔薇・魔術・学説』などの同人）の集合体的同人誌として1928年（昭和3年）9月にスタート。
当時の日本では「詞」はあれど「詩論」を扱う場が無い状況にあり、珍しい雑誌として注目された。
個々の同人の傾向は多様であったが、第一次世界大戦後の未来派、ダダイズム、表現派などの移植に続き、新現実主義や新心理主義の紹介など、詩のみならず同時代の欧米の文学論の流れも積極的に紹介した。詩的新精神であるのにとどまらず、文学的「エスプリ・ヌーボー」運動の場ともなったのであり、日本における20世紀文学の確立を目指すものであるとともに、プロレタリア文学に対抗する芸術派、モダニズム運動の一拠点となった。また当時の季刊誌の流行の最初でもあった。
第1冊・創刊号では、萩原朔太郎を「旧詩人」と呼び、フランスの「エスプリ・ヌヴォー」の詩風を標榜していた。第2冊には創刊同人以外にも、北川冬彦と『青空』で同人だった梶井基次郎の「櫻の樹の下には」「器楽的幻覚」などが掲載された。
第5冊、第7冊ではポール・ヴァレリーを特集し、第8冊ではアメリカの現代作家の短編小説の翻訳を特集した。伊藤整は、第3冊で「現代アメリカ詩壇」、第4冊ではアメリカのエドナ・ヴィンセント・ミレイ、イギリスのデーヴィッド・ハーバート・ローレンス、ウォルター・デ・ラ・メアなどを紹介した。また阿部知二は、第5冊で「主知的文学論」を掲載して以来、一連の評論を書いて、分断に波紋を投じた。
春山はこれに並行して、厚生閣書店から「現代の芸術と批評叢書」を編集し、堀辰雄訳『コクトオ抄』、安西冬衛『軍艦茉莉』、北川冬彦訳マックス・ジャコブ『骰子筒』、北川冬彦『戦争』、西脇順三郎『超現実主義詩論』、瀧口修造訳アンドレ・ブルトン『超現実主義と絵画』、阿部知二『主知的文学論』、春山行夫『詩の研究』、伊藤整『新心理主義文学』、永松定訳ハーバード・ゴオマン『ジョイスの文学』など20冊以上を刊行した。
1930年（昭和5年）6月、春山行夫らの「現実遊離の傾向」に不満を持った北川冬彦、飯島正、神原泰、三好達治、淀野隆三、前田武などが脱退し、季刊雑誌『詩・現実』を武蔵野書院から創刊した。北川らはシュルレアリスムやフォルマリズムだけに飽き足らず、「新現実主義」に基づいた雑誌を目指した。『詩・現実』はやや左翼系であったが寄稿作家の全てが左翼というわけではなく、梶井基次郎の「愛撫」「闇の絵巻」などが掲載された。
その後、春山行夫の『詩と詩論』は1931年（昭和6年）12月の第14冊で終刊し、同じく厚生閣書店の出版により『文學』という名で1932年（昭和7年）3月から1933年（昭和8年）6月まで（全6冊）継続発行した。その「モダニズム」の部分の系譜は、雑誌『詩法』、『新領土』に受け継がれ、戦後の『荒地』の詩人達の出発点となった。また『荒地』後の吉岡実、『凶区』の詩人達なども、昭和10年代のダダイズムやモダニズムの運動との関連を指摘されており（木原孝一など）、『詩と詩論』の影響は、戦後にまで及んだ。